# David Douline
David Douline (Grenoble, 28 maggio 1993) è un calciatore francese, centrocampista del Servette.

## Carriera
Ha giocato nella prima divisione svizzera e nella seconda divisione francese.

## Palmarès

### Club

#### Competizioni nazionali
- Coppa Svizzera: 1

Servette: 2023-2024